# 마계의 딸
"마계의 딸"은 1983년에 개봉한 대한민국의 영화이다.

## 캐스팅
- 허진
- 윤양하
- 김지영
- 김선자
- 문태선
- 김기종
- 전숙
- 김수천
- 안진수
- 강철
- 신동욱
- 김예성
- 장철
- 신성룡
- 권일정
- 정미경
- 조학자
- 김경란
- 임재숙
- 김향한
- 이경옥
- 배영남
- 김기범